# Nhân quyền

Logo của Phong trào đấu tranh cho Nhân quyền, kết hợp giữa biểu tượng chim hòa bình và bàn tay

Nhân quyền (hay quyền con người; tiếng Anh: human rights) là những quyền tự nhiên của con người và không bị tước bỏ bởi bất cứ ai và bất cứ chính thể nào. Theo định nghĩa của Văn phòng Cao ủy Liên Hợp Quốc, nhân quyền là những bảo đảm pháp lý toàn cầu có tác dụng bảo vệ các cá nhân và các nhóm chống lại những hành động hoặc sự bỏ mặc mà làm tổn hại đến nhân phẩm, những tự do cơ bản của con người. Trong bản Tuyên ngôn Độc lập Hoa Kỳ, Thomas Jefferson đã đưa ra một nguyên tắc cơ bản làm cơ sở cho sự thành lập chính phủ dân chủ. Các chính phủ trong thể chế dân chủ không ban phát các quyền tự do cơ bản mà Jefferson đã nêu, mà chính các chính phủ đó để bảo vệ các quyền tự do đó – các quyền mà mọi cá nhân "hiển nhiên có" do sự tồn tại của mình.
Như vậy, có thể khái quát, quyền con người là các đặc quyền tự nhiên, bắt nguồn từ phẩm giá vốn có của tất cả mọi người, được cộng đồng quốc tế và quốc gia thừa nhận, tôn trọng, bảo vệ và bảo đảm bằng hệ thống pháp luật quốc gia và quốc tế.

## Tổng quan
Theo quan điểm của các nhà triết học thời đại khai sáng của thế kỷ 17 và 18 thì các quyền không thể tước bỏ được là các quyền tự nhiên do Tạo hóa ban cho họ. Các quyền này không bị phá hủy khi xã hội dân sự được thiết lập và không một xã hội hay một chính phủ nào có thể xóa bỏ hoặc "chuyển nhượng" các quyền này.
Các quyền không thể tước bỏ bao gồm quyền được sống, quyền tự do (các quyền tự do ngôn luận và thể hiện, quyền tự do tín ngưỡng và nhận thức, quyền tự do lập hội) quyền mưu cầu hạnh phúc và quyền được bảo vệ bình đẳng trước pháp luật. Tuy nhiên, đây chưa phải là bản liệt kê đầy đủ các quyền mà các công dân có được trong một nền dân chủ. Các xã hội dân chủ đồng thời thừa nhận các quyền dân sự như quyền được xét xử công bằng, quyền lập hội, quyền tự do ngôn luận, quyền tụ tập, quyền biểu tình và còn lập nên các quyền quan trọng khác mà bất kỳ chính phủ dân chủ nào cũng phải duy trì. Tuy nhiên, theo Lý Quang Diệu không ở đâu trên thế giới mà các quyền này được phép thực hiện mà không có những giới hạn vì nếu áp dụng một cách mù quáng những ý tưởng này có thể đi theo hướng hủy hoại xã hội có tổ chức.
Vì các quyền này tồn tại không phụ thuộc vào chính phủ, do đó chúng không thể bị luật pháp bãi bỏ cũng như không phụ thuộc vào ý muốn nhất thời của đa số cử tri nào đó. Ví dụ như điều sửa đổi bổ sung đầu tiên của Hiến pháp Hoa Kỳ không đưa ra quyền tự do tín ngưỡng hay tự to báo chí cho dân chúng. Điều sửa đổi bổ sung đó nghiêm cấm Quốc hội thông qua các luật vi phạm tới tự do ngôn luận, tự do tín ngưỡng và quyền hội họp ôn hòa. Nhà sử học Leonard Levy đã phát biểu: "Các cá nhân có thể tự do khi chính phủ của họ không tự do".

## Lịch sử

### Thế giới cổ đại

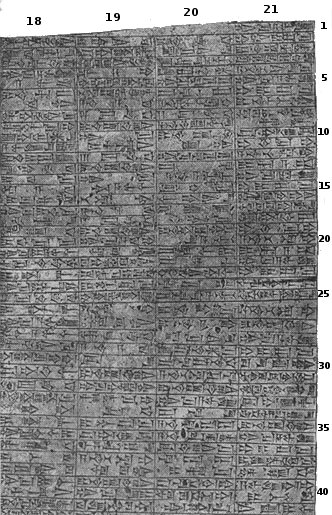
Bản khắc Luật Hammurabi, bảo tàng Louvre

Bộ luật cải cách, của Urukagina thành phố Lagash, được biết đến sớm nhất (khoảng năm 2350 TCN) đã nói đến những khái niệm về quyền ở mức độ nào đó, văn bản chính thức bộ luật đó của ông ta vẫn chưa được tìm thấy.
Bộ luật cổ nhất hiện còn ngày nay là Luật Ur-Nammu thời Tân Sumer (khoảng 2050 TCN). Một số bộ luật khác cũng được ban hành ở Mesopotamia, gồm cả Bộ luật Hammurabi (khoảng 1780 TCN) một trong những ví dụ điển hình nhất của loại tài liệu này. Nó có các luật, và hình phạt nếu những luật này bị vi phạm ở nhiều khía cạnh khác nhau, kể cả nữ quyền, quyền trẻ em, và quyền của nô lệ. Lời tựa của những bộ luật này viện dẫn sự đồng ý thiêng liêng của Thần của người Mesopotamian.
Các tài liệu tôn giáo cũng đề cập đến vấn đề nhân quyền. Kinh Vệ đà, Kinh Thánh, Kinh Koran và sách Luận ngữ của Khổng Tử cũng trong số những tài liệu ra đời sớm đã nêu ra những vấn đề về nghĩa vụ, quyền, và bổn phận của con người.

### Trụ Cyrus
Trụ Cyrus (Cyrus Cylinder) được cho là hiến chương đầu tiên của nhân quyền thế giới, " ra đời trước hiến chương Magna Carta hơn một ngàn năm". Một bản mẫu của trụ được Iran tặng cho Liên Hợp Quốc vào năm 1971. Trụ này có từ thời vua Cyrus II, tức Cyrus Đại đế (559 TCN - 530 TCN) - vị Hoàng đế sáng lập ra Đế quốc Ba Tư hùng mạnh. Tuy là một nhà chinh phạt hiển hách, ông cũng được ca ngợi về vấn đề nhân quyền. Sau khi đánh bại quân Babylon và chinh phạt luôn cả Đế quốc Tân Babylon, ông ghi nhận về chiến công lừng lẫy này qua Trụ Cyrus. Theo Trụ này, Hoàng đế Cyrus Đại Đế luôn tôn trọng các vị Thần trong tín ngưỡng của Babylon, phục hồi những ngôi đền ở kinh đô Babylon và giải phóng những thần dân ngoại lai thoát khỏi ách nô lệ. Những việc làm này của nhà vua đã trở thành biểu tưởng của sự khoan dung và kính trọng các tôn giáo khác. Trong Đế quốc Ba Tư, Hoàng đế Cyrus Đại Đế đặt ra luật pháp trị vì muôn dân, và trăm họ cảm thấy kính mến ông hơn là e sợ ông. Những ý tưởng của nhà vua Ba Tư về chính phủ có ảnh hưởng đến nhân quyền.

### Hiến chương Magna Carta

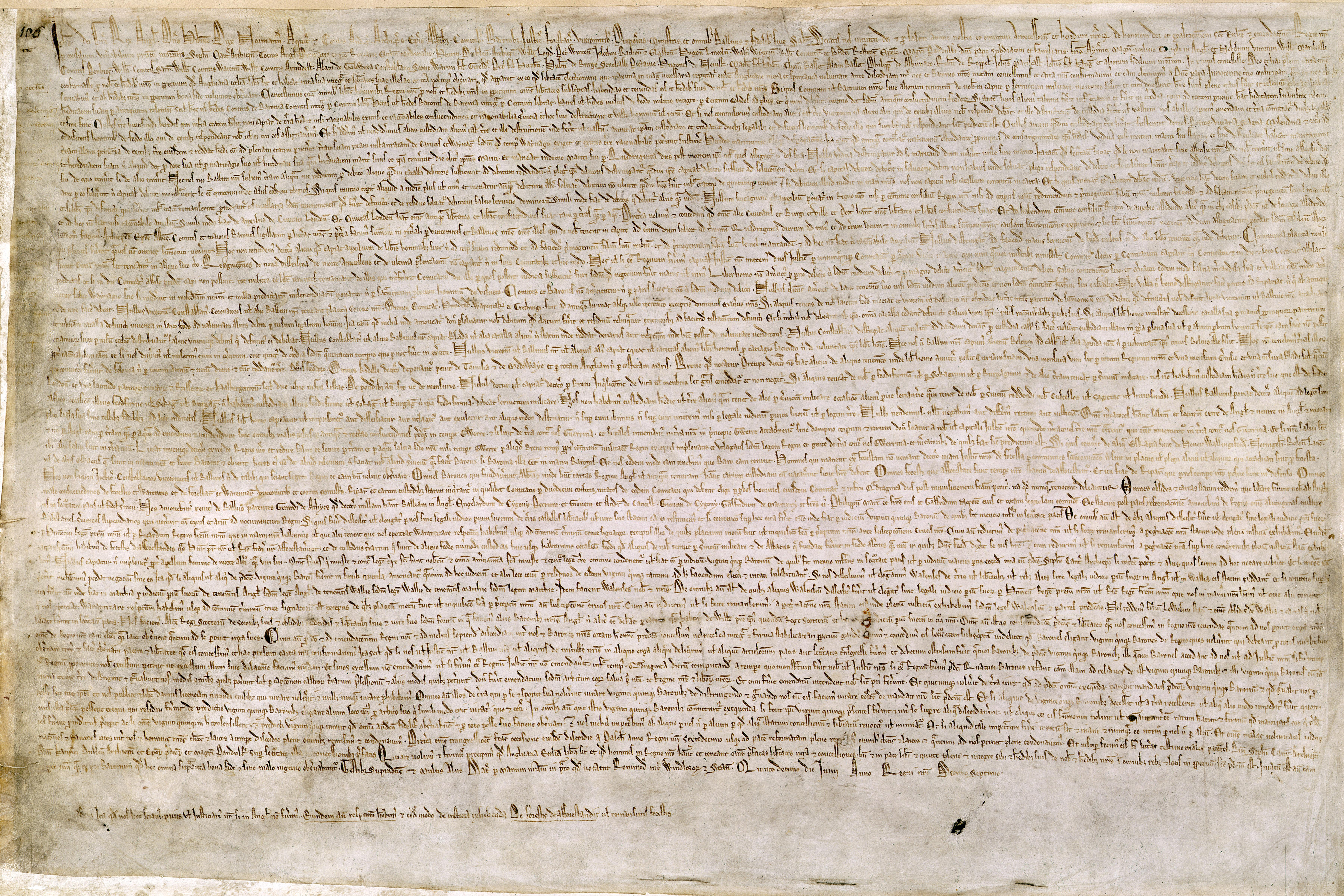
Đại Hiến chương

Hiến chương Magna Carta của người Anh lần đầu tiên được công bố năm 1215. Hiến chương này có ảnh hưởng đến sự phát triển của thông luật (common law) và nhiều tài liệu liên quan đến hiến pháp như bản Hiến pháp Hoa Kỳ, đặc biệt là Đạo luật Nhân quyền (Bill of Rights), và nó được xem là một trong những tài liệu pháp lý quan trọng nhất trong lịch sử dân chủ. Hiến chương này cũng sớm có ảnh hưởng lớn đến quá trình lịch sử dẫn đến hiến pháp hiện nay.
Hiến chương Magna Carta còn là một trong những tài liệu pháp lý đầu tiên tiết chế quyền lực của nhà nước để bảo vệ các quyền của công dân nước đó. Hiện nay, giá trị còn tồn tại lớn nhất của nó là luật bảo thân (habeas corpus - thân xác thuộc về người). Quyền này phát sinh từ các điều 36, 38, 39 và 40 của Hiến chương Magna Carta năm 1215. Nó cũng bao gồm due process of law (luật tôn trọng tất cả các quyền hợp pháp của công dân).

### Tuyên ngôn Nhân quyền và Dân quyền

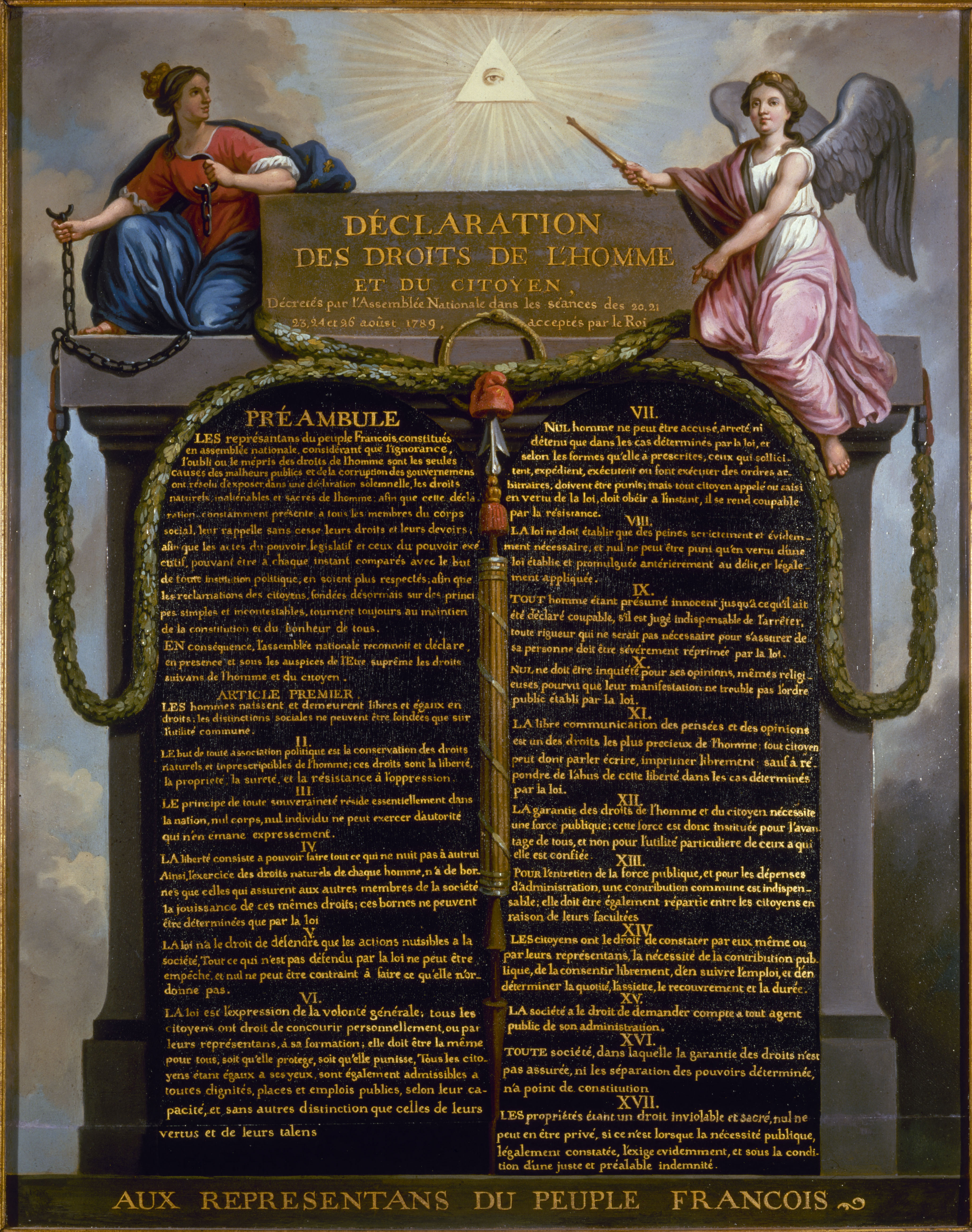
Hội đồng Quốc gia Pháp thông qua Tuyên ngôn nhân quyền và dân quyền ngày 26 tháng 8 năm 1789

Tuyên ngôn Nhân quyền và Dân quyền (tiếng Pháp: Déclaration des droits de l'Homme et du citoyen) là văn bản nền tảng của Cách mạng Pháp, trong đó quy định các quyền cá nhân và quyền tập thể của tất cả các giai cấp là bình đẳng. Chịu ảnh hưởng bởi học thuyết các quyền tự nhiên, các quyền Con người là bình đẳng: có giá trị tại mọi thời điểm và tại mọi không gian, gắn với bản chất con người. Dù văn bản này thiết lập các quyền cơ bản cho tất cả công dân Pháp và tất cả con người không ngoại lệ, nó không hề để cập đến vị trí của phụ nữ cũng như nô lệ; dù vậy, nó vẫn là tiền thân của các phương thức nhân quyền quốc tế.

### Công ước Genève

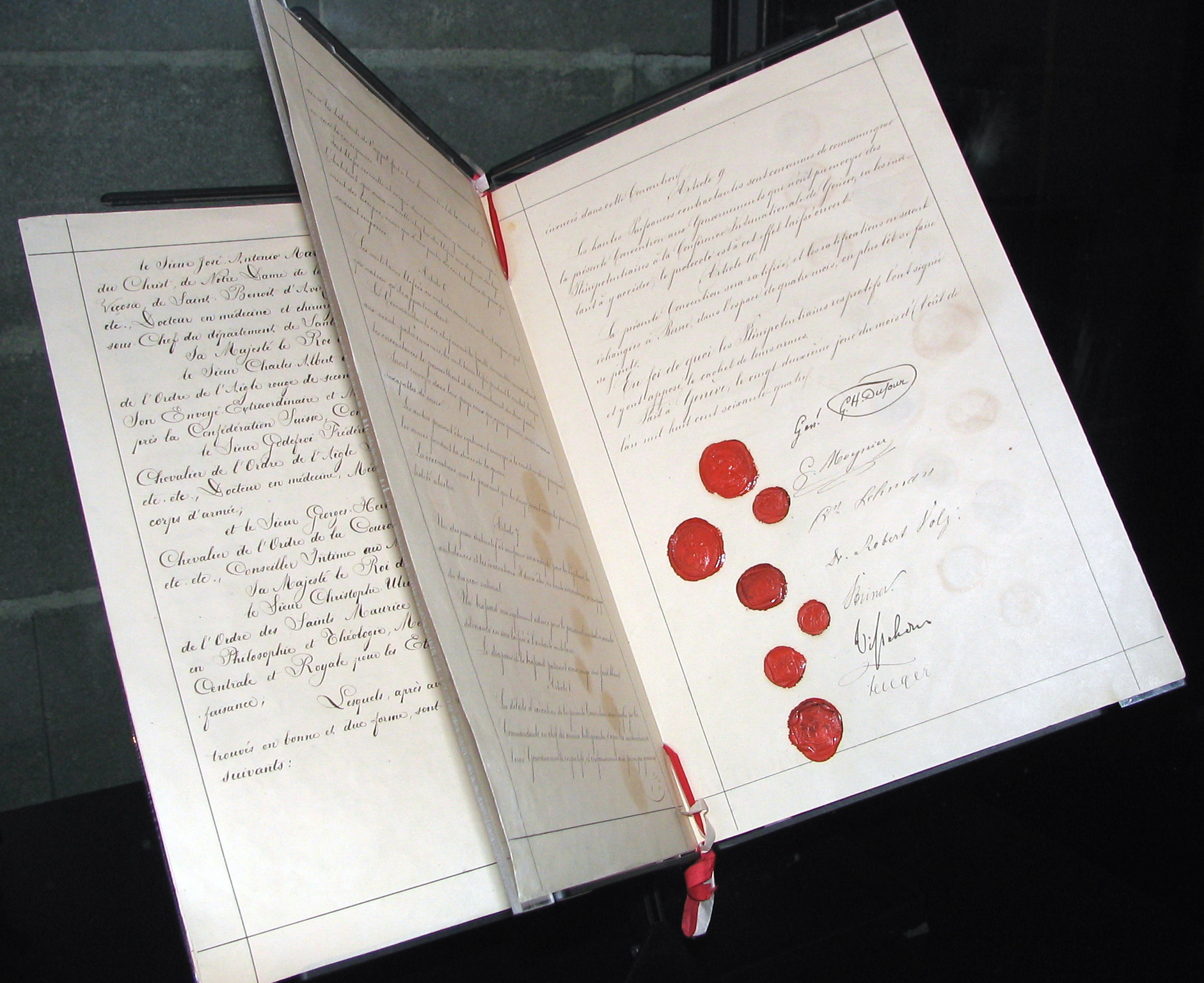
Hiệp định Geneva Đầu tiên 1864

Sự Tiến triển của Hiệp định Geneva từ 1864 đến 1949

Các Công ước Genève (phát âm tiếng Việt: Công ước Giơ-ne-vơ) gồm có bốn công ước được viết ở Genève (Thụy Sĩ) đặt tiêu chuẩn luật pháp quốc tế về vấn đề nhân đạo. Những hiệp định này do những đóng góp của Henry Dunant, người đã chứng kiến sự khủng khiếp của chiến tranh ở Trận Solferino năm 1859.
Theo điều khoản 49, 50, 129, và 146 của Công ước Genève I, II, III, và IV, riêng từng cái một, các quốc gia ký Công ước phải thông qua đủ luật pháp để làm những sự vi phạm Công ước Genève thành tội ác phải được trừng phạt.
Tuy nhiên, "Công ước Genève" thực sự chỉ đến một số văn kiện khác:
- Công ước Genève thứ nhất "để cải tiến tình trạng của những người bị thương và những người ốm của quân lực tại chiến trường" (được chấp nhận lần đầu tiên năm 1864; được sửa lại lần cuối năm 1949)
- Công ước Genève thứ 2 "để cải tiến tình trạng của những người bị thương, những người ốm, và những người bị đắm tàu của quân lực trên biển" (được chấp nhận lần đầu tiên năm 1949, tiếp theo Đoạn X của Hiệp định La Hay năm 1907)
- Công ước Genève thứ 3 "về cách đối xử với tù binh" (được chấp nhận lần đầu tiên năm 1929; được sửa lại lần cuối năm 1949)
- Công ước Genève thứ 4 "về sự bảo vệ thường dân vào thời chiến" (được chấp nhận lần đầu tiên năm 1949, dựa trên một số phần trong Đoạn IV của Hiệp định La Hay năm 1907)

Ngoài ra, cũng có ba nghị định phụ vào Công ước Genève:
- Nghị định I (1977): "Nghị định phụ vào Công ước Genève ngày 12 tháng 8 năm 1949, và nhằm bảo vệ những nạn nhân của xung đột vũ trang quốc tế"
- Nghị định II (1977): "Nghị định phụ vào Công ước Genève ngày 12 tháng 8 năm 1949, và nhằm bảo vệ những nạn nhân của xung đột vũ trang không quốc tế"
- Nghị định III (2005): "Nghị định phụ vào Công ước Genève ngày 12 tháng 8 năm 1949, và nhằm chấp nhận biểu trưng đặc biệt phụ vào"

### Các tuyên ngôn hiện đại

#### Tuyên ngôn Quốc tế Nhân quyền

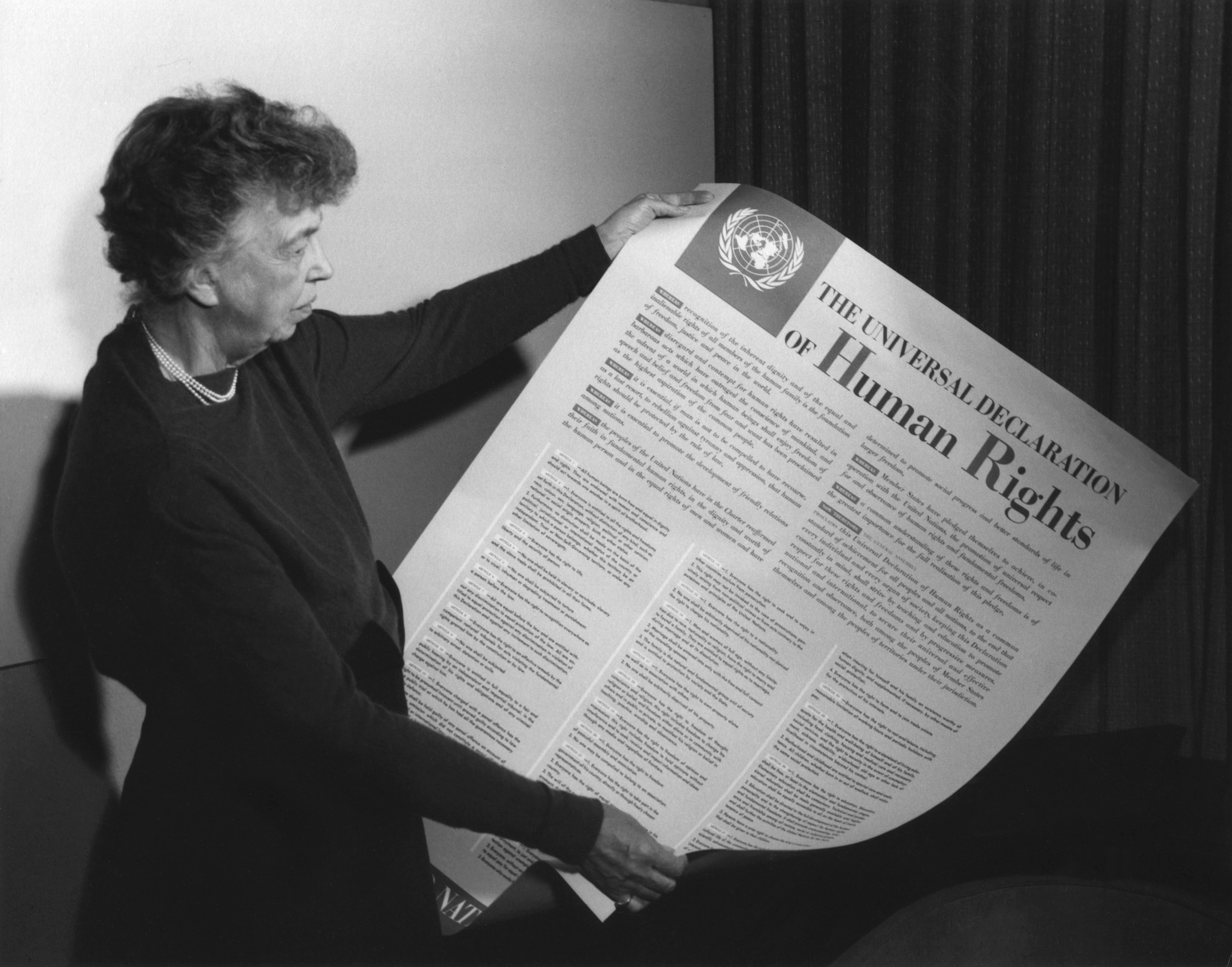
bà Eleanor Roosevelt, nguyên Đệ nhất phu nhân Hoa Kỳ đã đại diện Liên Hợp Quốc tuyên đọc bản Tuyên ngôn Quốc tế nhân quyền lịch sử này tại Paris, Pháp, năm 1948:"Đây không phải là hiệp ước...[Trong tương lai, nó] có thể trở thành một Hiến chương Magna Carta Quốc tế."

Tuyên ngôn Quốc tế Nhân quyền là tuyên ngôn về các quyền cơ bản của con người được Đại hội đồng Liên Hợp Quốc thông qua ngày 10 tháng 12 năm 1948 tại Palais de Chaillot ở Paris, Pháp. Bản Tuyên ngôn đã được dịch ra ít nhất 375 ngôn ngữ. Tuyên bố phát sinh trực tiếp từ những kinh nghiệm của Chiến tranh thế giới thứ hai và là tuyên ngôn nhân quyền đầu tiên trên thế giới, trong đó liệt kê các quyền cơ bản mà mọi cá nhân được hưởng. Nó bao gồm 30 điều đã được xây dựng trong các Thỏa ước quốc tế, thỏa ước nhân quyền khu vực, hiến pháp và luật pháp quốc gia. Bộ Luật Nhân quyền Quốc tế bao gồm Tuyên ngôn Quốc tế Nhân quyền, Công ước Quốc tế về các Quyền Kinh tế, Xã hội và Văn hóa, và Công ước Quốc tế về các Quyền Dân sự và Chính trị cùng hai Nghị định thư không bắt buộc I và II. Năm 1966, Đại hội đồng Liên Hợp Quốc đã thông qua hai Công ước trên, qua đó hoàn thành cơ bản Bộ Luật Nhân quyền Quốc tế.
Tuyên ngôn Quốc tế Nhân quyền là một khuôn mẫu chung cần đạt tới của mọi quốc gia và mọi dân tộc. Tinh thần của bản Tuyên ngôn là dùng truyền đạt và giáo dục để nỗ lực thúc đẩy các quốc gia thành viên Liên Hợp Quốc tôn trọng các quyền con người cơ bản được đưa ra trong Tuyên ngôn.
Điều khoản cuối cùng của bản Tuyên ngôn có viết "Không được phép diễn giải bất kỳ điều khoản nào trong Bản tuyên ngôn này theo hướng ngầm ý cho phép bất kỳ quốc gia, nhóm người hay cá nhân nào được quyền tham gia vào bất kỳ hoạt động nào hay thực hiện bất kỳ hành vi nào nhằm phá hoại bất kỳ quyền và tự do nào nêu trong Bản tuyên ngôn này".

#### Tuyên ngôn Nhân quyền ASEAN
Tuyên bố Nhân quyền ASEAN (tiếng Anh: ASEAN Human Rights Declaration, viết tắt là AHRD) là văn bản tuyên bố chung về nhân quyền của các nước ASEAN trong khuôn khổ Hội nghị cấp cao ASEAN lần thứ 21 được tổ chức tại Phnom Penh, Campuchia vào ngày 18 tháng 11 năm 2012 với sự chấp thuận và ký kết của lãnh đạo 10 nước thành viên ASEAN. Đây là văn kiện chính trị đầu tiên của ASEAN nhằm tạo khuôn khổ chung cho tăng cường hợp tác ASEAN về thúc đẩy và bảo vệ nhân quyền trong khu vực.
Tuyên bố Nhân quyền ASEAN gồm 40 điều khoản, khẳng định mọi công dân ASEAN có 4 nhóm quyền căn bản về dân sự và chính trị, về kinh tế, xã hội và văn hóa, quyền phát triển, và quyền hưởng hòa bình. Các quyền này được xây dựng trên những nguyên tắc căn bản là bình đẳng, tôn trọng đặc thù khu vực và sự đa dạng của mỗi quốc gia. Tuy vậy, cũng có một số chỉ trích của các tổ chức nhắm đến tuyên bố này, cho rằng nó vẫn còn mang một số khiếm khuyết nhất định và thậm chí, một số tổ chức nhân quyền phê phán văn bản không đáp ứng tiêu chuẩn quốc tế.

### Liên Hợp Quốc

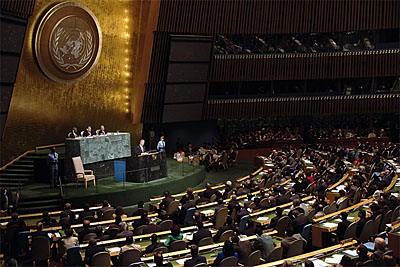
Đại hội đồng LHQ

#### Hội đồng Nhân quyền

Huy hiệu Hội đồng Nhân quyền LHQ

### Hội Hồng Thập Tự Quốc tế

Cờ của Phong trào Chữ thập đỏ

### Ân xá Quốc tế

Biểu trưng của Ân xá Quốc tế

## Nội dung

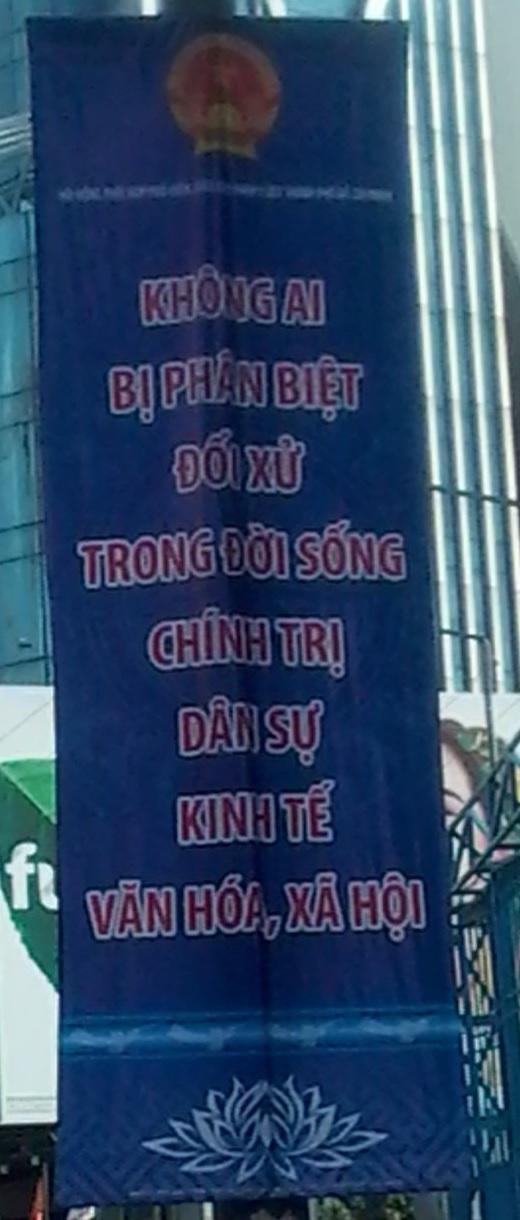
Biểu ngữ tuyên truyền nhân quyền tại Việt Nam có nội dung "Không ai bị phân biệt đối xử trong đời sống chính trị, dân sự, kinh tế, văn hóa, xã hội"